# Festival Internacional de Payasas de Andorra
El Festival Internacional de Payasas de Andorra (FIPA) es un festival creado en 2001 por Pepa Plana y Tortell Poltrona, para promover la presencia femenina en las artes escénicas y en especial en el mundo de la comicidad y el arte del clown, con sede en Andorra la Vieja.

## Trayectoria
Se inició en 2001 con una periodicidad bianual y se celebró en Andorra la Vieja, hasta 2009. Durante esta etapa y bajo la dirección de Plana, participaron compañías de Suiza, Francia, España, Brasil, Argentina, Finlandia, Bélgica, Austria, Polonia, entre otros, que actuaban en espacios como el Teatro Comunal, en el Centro de Congresos del Comú, el Centro Cultural de Sant Julià de Lloria o en las calles de la ciudad.
Fue el primer evento del mundo que unió comicidad exclusivamente femenina. Han participado en su programación reconocidas payasas como Mercedes Ochoa, Gardi Hutter, Nola Rae o Alba Sarraute, esta última que también recibió un premio en las ediciones de 2007 y 2009 por su actuación. Además, de los espectáculos también se realizan formaciones, talleres y otras actividades complementarias.
Durante la edición del año 2005, se realizó un evento en el cierre para apoyar la campaña para solicitar a la UNESCO que la risa se convirtiera en Patrimonio de la Humanidad, impulsada por la organización no gubernamental Payasos Sin Fronteras.
Tras cinco ediciones, fue cancelado por el Gobierno de Andorra. En 2018, el Común de Andorra la Vieja, lo recuperó con el compromiso de mantenerlo, transformándolo en un festival de periodicidad anual, con formato modesto, presupuesto reducido y en el que Plana retomó su posición de directora artística. En mayo de ese mismo año, tuvo lugar una nueva edición.
Posteriormente, surgieron otros encuentros de características similares en otras ciudades del mundo, como el Clownin Festival de Viena, el Red Pearl Women Clown Festival de Helsinki, el Festival Esse Monte de Mulher Palhaça de Río de Janeiro o el Circ Cric de San Esteban de Palautordera.